# Българско училище „Родна реч“ (Осло)
Българско училище „Родна реч“ е неделно училище на българската общност в град Осло, Норвегия. Директор на училището е Павлина Иванова. През учебната 2019 / 2020 г. са записани 79 деца. Те са разпределени в 10 учебни групи в зависимост от възрастта и нивото на владеене на българския език. В програмата са включени часове по български език и литература, история и география на България.
През учебната 2019/2020 г. училището е разположено в две сгради. Децата от детската градина до 6-7 клас се преместват в училище „St.Sunniva“. Горните класове продължават да водят занятията си в жилищната сграда на посолството на България – и нейна собственост, която се намира в непосредствена близост до посолството, но е отделено от посолския комплекс.